# Sheridan (Arkansas)
Sheridan é uma cidade localizada no estado americano de Arkansas, no Condado de Grant.

## Demografia
Segundo o censo americano de 2000, a sua população era de 3872 habitantes.
Em 2006, foi estimada uma população de 4430, um aumento de 558 (14.4%).

## Geografia
De acordo com o United States Census Bureau, a localidade tem uma área de 10,2 km², sem área coberta por água. Sheridan localiza-se a aproximadamente 91 m acima do nível do mar.

## Localidades na vizinhança
O diagrama seguinte representa as localidades num raio de 32 km ao redor de Sheridan.